# Contea di Scott (Kentucky)
La contea di Scott in inglese Scott County è una contea dello Stato del Kentucky, negli Stati Uniti. La popolazione al censimento del 2000 era di 33 061 abitanti. Il capoluogo di contea è Georgetown